# Уеки
Уеки (јап. 植木町) Ueki-machi је варош која се налазила у области Камото у префектури Кумамото, Јапан. 
По попису из 2003. године, варош је имала око 31.088 становника, са густином насељености од 472,39 становника по квадратном километру. Укупна површина области је 65,81 км².

## Спајања
- 23. марта, 2010. варош Уеки, заједно са вароши Јонан (из области Шимомашики), су спојене у проширени град Кумамото и више не постоји као самостална општина. Област Камото је укинута као резултат овог спајања.[1] Од 1. априла 2012. године, варош је део градске четврти Кита-ку, града Кумамото.

Уеки је био познат по производњи лубеница.